# Anthophora paranensis
Anthophora paranensis är en biart som beskrevs av Holmberg 1903. Anthophora paranensis ingår i släktet pälsbin, och familjen långtungebin. Inga underarter finns listade i Catalogue of Life.